# Contes, Pas-de-Calais

Contes este o comună în departamentul Pas-de-Calais, Franța. În 1 ianuarie 2022 avea o populație de 349 de locuitori.